# 周哈里窗
周哈里窗（英語：Johari Window）展示了关于自我认知和他人对自己的认知之间在有意识或无意识的前提下形成的差异，由此分割为四个范畴，一是自己和他人都了解自己，二是他人了解自己但自己不了解自己，三是自我有意识的在他人面前有所保留，即他人不了解自己但自己了解自己，四是他人及自己均不了解自己，也称为潜意识。
这个理论由美国社会心理学家Joseph Luft和Harry Ingham在1955年提出，由两人名字的前两个字母命名。周哈里窗理论在企业领域里的组织动力学中起了很大的作用，它很好的展示了自我认知和他人认知之间的差异，通过调整和改善自我与他人之间的互动关系进而改善工作气氛提高工作效率。

## 发展周哈里窗理论的目的
- 自我给予：Joseph Luft的目的是通过坦诚相待，向对方讲述自我保留的东西，消除人与人之间因为认知的差异带来的误解，减少不必要的精力和时间的消耗。
- 他人反馈：通过他人對自己的評價，赢得了更好了解自我的可能性，从而使「他人了解自己但自己不了解自己」转向「自己和他人都了解自己」。
- 和他人積極互动，盡可能地坦誠相待，增加自我認知，使「自己和大家都了解自己」可以帮助自我与他人形成更好的交流环境。

## 外部連結
- 周哈里窗從理論到教學！自我覺察人際互動這樣教 （页面存档备份，存于）
- 创建自己的周哈里窗（页面存档备份，存于）
- 周哈里窗